# تعاظم نابض

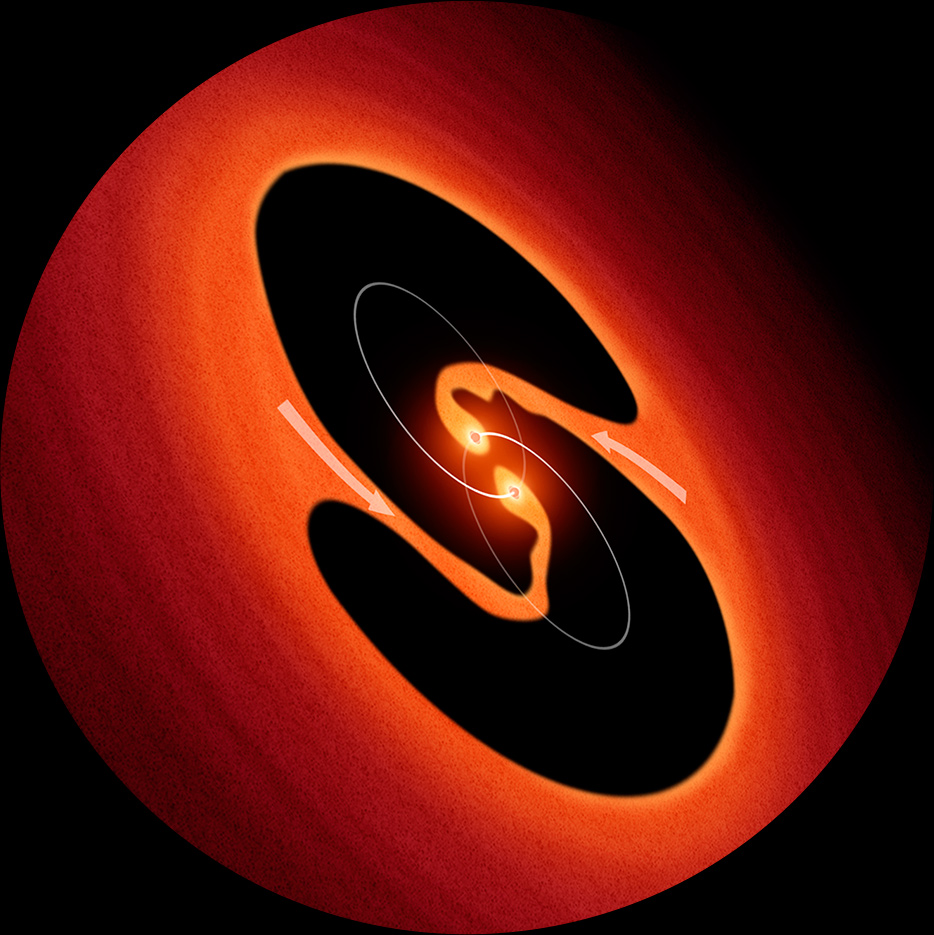
انطباع فني للمنطقة المحيطة بنظام نجمي ثنائي شاب

التعاظم النابض في علم الفلك هو التحوير الدوري في معدل التزايد للأجسام النجمية الصغيرة في الأنظمة الثنائية، مما يسبب نبضاً دورياً في منحنيات ضوء الأشعة تحت الحمراء المرصودة ل نجوم (T الثور)
.
في النجوم المزدوجة للأجسام النجمية الصغيرة، يتكون قرص كوكبي حول كل نجم، يتكون هذا القرص الكوكبي من تراكم المواد القريبة من النجم. في مثل هذا النظام الثنائي للنجوم، ينتج المدار النجمي عن قوى الجاذبية القوية للأقراص الكوكبية المحيطية حول النجم، ويمكن أن يؤدي هذا الاضطراب إلى زيادة مؤقتة في معدل التراكم على النجم. يؤدي هذا المعدل المتزايد للتراكم إلى تغيير في كثافة الأشعة تحت الحمراء، حيث ترتفع الكثافة إلى عشرة أضعاف في النجم (LRLL 54361). التغير في السطوع دائم التبدل في منحني الضوء الذي له نفس الفترة الزمنية المدارية للنظام الثنائي والسبب في ذلك هو التعاظم النابض.